# Küçük Hüseyin Pacha
 (septembre 2018).
Pour les articles homonymes, voir Hüseyin.
Hüseyin Pacha, surnommé Koutchouk (Küçük, « le petit »), est un homme d’État ottoman, né en Géorgie en 1757 et mort en 1803. 
Il est nommé capitan pacha par Sélim III (1789), réorganise la marine et l'armée de terre sur un nouveau pied; mais ne peut réprimer la révolte du pacha Osman Pazvantoğlu dans la province du Danube (1798). Il commande la flotte ottomane lors de l'évacuation de l'armée française d'Égypte (1801) à l'issue de l'expédition française au Proche-Orient et il est l'un des signataires de la capitulation d'Alexandrie. Il se montre ensuite favorable au rétablissement des bons rapports avec la France.
Il laisse en mourant la réputation d'un homme intègre, habile et éclairé. 